# Sribuat

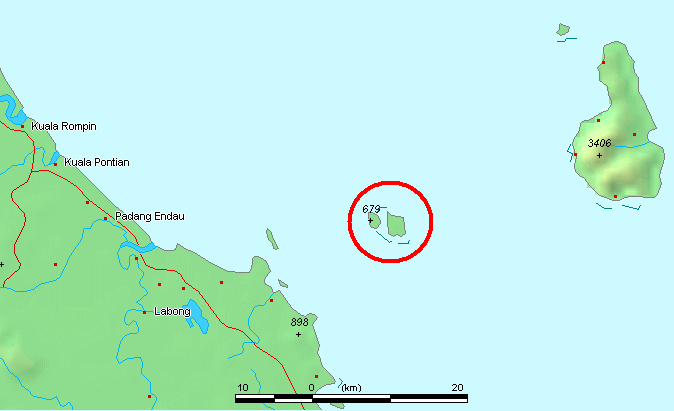
Sribuat is het rechter eiland in de rode cirkel

Sribuat is een klein eiland (ongeveer 2 bij 2 km) ten oosten van het Maleisisch schiereiland.
Op het eiland werd in 2007 de 9e editie van Expeditie Robinson gehouden. In 2004 werd hier de Finse versie "Suomen Robinson" opgenomen.